# Mordella lunulata
Mordella lunulata is een keversoort uit de familie spartelkevers (Mordellidae). De wetenschappelijke naam van de soort is voor het eerst geldig gepubliceerd in 1865 door Helmuth.